# Petr Lang
Petr Lang (6. listopadu 1970 – 10. prosince 2019 Ostrava) byl příslušník Vězeňské služby České republiky, v jejíchž řadách na pozici strážného oddělení vězeňské stráže ve věznici Heřmanice sloužil od svého nástupu dne 1. července 2005.
Dne 10. prosince 2019 doprovázel svou mladší dceru Lucii na vyšetření v ostravské Fakultní nemocnici. Když byli v čekárně oddělení traumatologie, zahájil bez předchozího varování zde čekající Ctirad Vitásek palbu do přítomných lidí. Vitásek si vsugeroval, že je nemocný a že ho přesto nikdo nechce léčit. V čekárně se v době události shodou okolností nacházel i další příslušník Vězeňské služby, a sice Petr Šorm. Protože zde ale oba příslušníci byli ve svém osobním volnu, nebyli ozbrojeni, takže nemohli střelcově útoku jakkoliv zabránit. Když začal Vitásek pálit, stoupl si Lang mezi střílejícího a vlastní dceru, kterou tak svým tělem chránil. Útočník ho zasáhl těsně pod srdcem, ale dcera zůstala díky ochraně svým otcem nezraněna. Po střelbě Vitásek z nemocnice utekl. Policisté ho přesto vypátrali, avšak Vitásek v tu chvíli raději spáchal sebevraždu. O Langův život následně ještě v nemocnici půl druhé hodiny bojovali lékaři, ale jeho zranění se nakonec ukázalo natolik vážné, že mu nakonec podlehl.
Dne 28. října 2020 ocenil Langův čin prezident České republiky Miloš Zeman, když mu in memoriam udělil státní vyznamenání medaili Za hrdinství.